# Dicranotropis straminea
Dicranotropis straminea är en insektsart som först beskrevs av Frederick Arthur Godfrey Muir 1929.  Dicranotropis straminea ingår i släktet Dicranotropis och familjen sporrstritar. Inga underarter finns listade i Catalogue of Life.